# Игушев, Евгений Александрович
Евгений Александрович Игушев (род. 11 марта 1939, д. Пожня, Коми АССР) — коми учёный-филолог, прозаик.

## Биография
В 1953 году окончил Усть-Ухтинскую семилетнюю школу, в 1957 — Ухтинский горно-нефтяной техникум.
В 1963 году окончил Коми пединститут. Работал учителем коми языка и литературы Кедвинской восьмилетней школы. Служил в армии. После демобилизации преподавал коми язык и литературу в Гамской восьмилетней школе Ижемского района.
С 1969 года — младший научный сотрудник Коми филиала АН СССР. В 1973 году защитил кандидатскую диссертацию и перешёл работать на кафедру коми языка и литературы Сыктывкарского университета.
В 1991 году в Тартуском университете защитил докторскую диссертацию по стилистике морфологических категорий коми языка.
Несколько лет преподавал коми язык студентам и аспирантам финно-угорского факультета Уппсальского университета.
Восемь лет[когда?] являлся деканом филологического факультета Сыктывкарского университета. Профессор кафедры коми и финно-угорского языкознания. Много пишет о творчестве коми писателей.

## Избранные труды
- Игушев Е. А. Введение в финно-угроведение: учеб. пособие для студентов. — Ханты-Мансийск: РИЦ ЮГУ, 2006. — 211 с. — ISBN 5-9611-0019-7.
- Игушев Е. А. Введение в финно-угроведение: Учеб. пособие по спецкурсу. — Сыктывкар; Пермь: Сыктывкар. ун-т; Перм. ун-т, 1987. — 67 с.
- Игушев Е. А. Коми кывлӧн стилистика: Велӧдчан небӧг. — Сыктывкар: СГУ, 2003. — 77 с. — ISBN 5-87237-365-1.
- Игушев Е. А. Перым кывъяслӧн ӧткодялан грамматика. — Сыктывкар: Изд-во Сыктывкар. ун-та, 2000. — 71 с. — ISBN 5-87237-221-8.
- Игушев Е. А. Практическая стилистика коми языка: Учеб. пособие по спецкурсу. — Сыктывкар; Пермь: Перм. ун-т, 1986. — 63 с.
- Игушев Е. А. Сопоставительная грамматика русского и коми языков: Учеб. пособие по спецкурсу [для студентов вузов, изуч. коми язык]. — Сыктывкар: Перм. ун-т, 1988. — 66 с.
- Игушев Е. А. Сравнительная грамматика финно-угорских языков: учеб. пособие для студентов филологич. факультетов ун-тов. — Ханты-Мансийск: Югорский гос. ун-т, 2009. — 79 с. — ISBN 978-5-98143-104-3.
- Игушев Е. А. Стилистика морфологических категорий коми языка: Автореф. дис. … д-ра филол. наук. — Тарту, 1990. — 32 с.
- Карманова А. Н., Игушев Е. А. Русско-коми разговорник. — Сыктывкар: Коми кн. изд-во, 1989. — 108 с. — ISBN 5-7555-0171-8.
- Лыскова Н. А., Игушев Е. А. Историческая грамматика мансийского языка: учеб. пособие для студентов. — Ханты-Мансийск: Информационно-издательский центр, 2010. — 165 с. — ISBN 978-5-98143-145-6.
- Насибуллин Р. Ш., Максимов С. А., Игушев Е. А., Аксенова О. П. Сравнительный словарь пермских языков. — Сыктывкар: Изд-во СыктГУ, 2004. — 256 с. — ISBN 5-87237-458-5.

## Награды
Медаль народно-патриотического союза России «В ознаменование 200-летия со дня рождения А. С. Пушкина» (1999).